# Talorchestia deshayesii
Talorchestia deshayesii är en kräftdjursart som först beskrevs av Jean Victor Audouin 1826.  Talorchestia deshayesii ingår i släktet Talorchestia och familjen tångloppor. Arten är reproducerande i Sverige. Inga underarter finns listade i Catalogue of Life.